# ماکو ساپارووا-آباشیدزه
ماکو (ماریام) میکائیلی ساپارووا-آباشیدزه (ارمنی: Մակո (Մարիամ) Միքայելի Սափարովա-Աբաշիձե؛ گرجی: მაკო საფაროვა-აბაშიძე؛ ۱۸ فوریهٔ ۱۸۶۰ – ۱۲ دسامبر ۱۹۴۰) یک بازیگر اهل ارمنستان بود. وی بین سال‌های ۱۸۷۸ تا دهه ۱۹۱۰ میلادی فعالیت می‌کرد.

## زندگی‌نامه
وی در ۱۸ فوریهٔ ۱۸۶۰ در سیغناغی به دنیا آمد . وی همچنین برندهٔ جوایزی همچون هنرمند مردمی گرجستان شوروی (۱۹۲۵) شده است. وی در ۱۲ دسامبر ۱۹۴۰ در سن ۸۰ سالگی در تفلیس درگذشت.